# سان مونديه (مترو باريس)
سان مونديه (بالفرنسية: Saint-Mandé)‏ هي محطة مترو تابعة لمترو باريس تقع في فرنسا في سان مونديه.[بحاجة لمصدر]